# Ilosaarirock
Ilosaarirock è un festival musicale rock annuale che si svolge il secondo fine settimana di luglio a Joensuu, nella Finlandia orientale. Fondato nel 1971, Ilosaarirock è il secondo festival rock più antico in Finlandia ancora attivo e uno dei più antichi d'Europa. Nel 2007 l'evento ha avuto 21.000 visitatori giornalieri. I biglietti sono andati esauriti in anticipo ogni anno dal 1998 al 2011.
Ilosaarirock comprende una serie di eventi che si svolgono dal venerdì alla domenica. Il festival vero e proprio si svolge il sabato e la domenica. Il sito del festival, chiamato Laulurinne, sulla riva di un lago, mette in scena spettacoli in cinque palchi separati con oltre 50 artisti. Compresi tutti gli eventi, Ilosaarirock ospita oltre 100 artisti.
Il festival Ilosaarirock è organizzato dalla Joensuu Pop Musicians' Association, un'organizzazione senza scopo di lucro. I profitti del festival sono usati per sostenere la scena musicale, le band e gli artisti della regione della Carelia Settentrionale.